# New York City Dance School
Die New York City Dance School ist eine Tanzschule für Bühnentanz in Stuttgart. Sie wurde im Jahre 1975 von Sabine und Ray Lynch gegründet.

## Geschichte
Inspiriert von Vorbildern aus den USA, eröffneten die gebürtige Osnabrückerin und der ehemalige GI eine der ersten Tanzschulen, in der man den Hustle, Bus Stop oder Bump lernen konnte. Beflügelt von der Tanzfilm-Welle Ende der siebziger Jahre vergrößerte sich die Schule auf nunmehr fünf Studios und erweiterte ihr tänzerisches Repertoire. Ab 1978 wurden zusätzlich Bühnentänze, wie Ballett, Jazz Dance und Modern Dance sowie Stepptanz angeboten. Weltbekannte Gastdozenten unterrichteten in Workshops, darunter Julia Poulet, Sonia Santiago, Christopher Hemmans, Andrea Böge, Sean Cheesman und Wayne Byers. Auch namhafte Künstler der populären Tanzstile Hip-Hop und Streetdance wie Jimmie Surles, Choreograf und Finalist der Sat.1-Sendung You can dance von 2007 oder Les Twins geben regelmäßig Kurse.
Die New York City Dance School hat fünf Ensembles, die bei Events, Modenschauen sowie bei hauseigenen wie externen Tanzproduktionen auf der Bühne stehen und auch bei internationalen Tanz-Meisterschaften, wie beispielsweise dem World Dance Masters in Poreč/Kroatien, große Erfolge feierten.
Seit 2006 bietet die New York City Dance School mit der Professional Dance Academy, einer privaten, 18-monatigen Ausbildung zum geprüften Tänzer, Choreografen und Tanzpädagogen, eine alternative professionelle Tanzausbildung zu den streng reglementierten staatlich anerkannten Bildungsstätten. Dabei verfolgt die Professional Dance Academy einen ganzheitlichen Ausbildungsansatz, der nicht Tanzstil spezifisch, sondern auf Vielfältigkeit ausgelegt ist. Die Stammfakultät besteht aus 15 internationalen Dozenten mit langjähriger Bühnen- und Lehrerfahrung und wir durch Gastdozenten ergänzt. Die Studieninhalte umfassen Jazz Dance, Hip-Hop, Ballett, Modern Dance, Zeitgenössischer Tanz, Stepptanz, Choreografie, Schauspiel, Gesang, Tanzpädagogik, Tanzgeschichte, Anatomie und Kulturmanagement. Die Studierenden sind zudem in Bühnenproduktionen eingebunden und die Studienreise nach Paris unterstützt sie bei der internationalen Vernetzung.
Ab 2008 hatte die Tanz- und Ballettschule ihren Standort im damals neu gegründeten Tanzhaus Stuttgart. Anfangs noch in Kooperation mit dem Produktionszentrum Tanz und Performance sind heute die New York City Dance School, die Professional Dance Academy sowie der Verein zur Förderung des Nachwuchses im Bühnen und Tanzsport auf den 1500 Quadratmetern unter einem Dach.
Im September 2021 zogen die New York City Dance School, die Professional Dance Academy sowie der Verein zur Förderung des Nachwuchses im Bühnen und Tanzsport VAUN e.V. in die Heilbronner Straße. Die Räumlichkeiten haben eine Fläche von rund 1.000 Quadratmetern. 
Die New York City Dance School hat über 100 verschiedenen Kurse in der Woche für Kinder, Jugendliche und Erwachsene. Das Programm umfasst Tanzunterricht in klassischem Ballett, Modern Dance, Stepptanz, Jazz Dance und Hip-Hop sowie aktuelle Trainings zur Stärkung des Körperbewusstseins wie Feldenkrais, Pilates und Placement.